# Ermete Cavalletti
Ermete Cavalletti (Bologna, ... – Roma, 21 luglio 1602) è stato un funzionario dello Stato pontificio, notaio e computista della Camera Apostolica.
Alla fine del Cinquecento sposò Orinzia di Jacopo de' Rossi, ottenendone in dote le case di famiglia su piazza di Campitelli. Ermete ristrutturò le case dei de' Rossi trasformandole nell'attuale palazzo de' Rossi-Cavalletti . Nel corso del XVII secolo i de' Rossi si estinsero nei Cavalletti, che assunsero il nome Cavalletti-de' Rossi.
La facciata di Palazzo Cavalletti si presenta con un elegante portale tra due coppie di finestre architravate: al primo piano vi sono cinque finestre architravate con fregi a festoni, al secondo altre cinque più piccole; il terzo è una sopraelevazione ottocentesca.
Ermete Cavalletti, inoltre, nel 1596 acquistò dal cardinale Bartolomeo Cesi la tenuta di Grottaferrata, sulla quale sorge l'attuale villa Cavalletti, fu inserito nel Popolo Romano e nel 1603 ottenne la giurisdizione sulla cappella della Pietà in S. Agostino -la prima cappella a sinistra- commissionando a Caravaggio La Madonna dei Pellegrini, collocata poi sull'altare; sempre nel 1603 i suoi eredi pagarono la decorazione della cappella. Faceva parte della corte del card. Pietro Aldobrandini, e partecipò alla missione a Ferrara, 1597-1598.   due pellegrini rappresentati nel dipinto sono il marchese Ermete e sua madre, committenti dell'opera. Non è l'unica cappella acquistata dal Cavalletti in Roma: aveva la giurisdizione anche della seconda cappella della navata destra della Chiesa Nuova, la Cappella della Pietà, già in patronato di Pietro Vittrici, “guardaroba” del papa.